# Cloniophorus sinuaticollis
Cloniophorus sinuaticollis es una especie de escarabajo longicornio del género Cloniophorus, tribu Callichromatini, subfamilia Cerambycinae. Fue descrita científicamente por Thomson en 1858.

## Descripción
Mide 14-16 milímetros de longitud.

## Distribución
Se distribuye por Camerún, Costa de Marfil, Gabón, Nigeria, República Democrática del Congo, República del Congo y Sierra Leona.